# أطعمة وأشربة
الأطعمة والأشربة، بالإنجليزية: (F& B)، مصطلح رائج في الفنادق والمنتجعات والمطاعم. وقسم الأطعمة والأشربة يُعنى بجودة الأطعمة والأشربة وطريقة تقديمها والخدمة وترتيبات الجلوس في المطعم والطباعات والاشراف على الموظفين التابعين للقسم المذكور وحتى تقدير التكاليف.
==أنواع الخدمة في الأطعمة والأشربة==
1. الخدمة الفرنسية
2. الخدمة الأمريكية
3. الخدمة الروسية
4. الخدمة الإنجليزية